# Kylie Rogers
Kylie Rogers (Dallas, Texas, 18 de febrero de 2004) es una actriz estadounidense, conocida por interpretar a Minx Lawrence en la serie de televisión de la ABC The Whispers y a Annabel Beam en la película de 2016 Miracles from Heaven.

## Filmografía

### Películas
| Año     | Título                        | Personaje           | Notas         |
| ------- | ----------------------------- | ------------------- | ------------- |
| 2012    | Forsake Me Not                | Maya                | cortometraje  |
| 2012    | Horror House                  | Helen               |               |
| 2012    | Shooter                       | Charlie de joven    | cortometraje  |
| 2013    | The List                      | Lily Dunston        | Telefilm      |
| 2013    | The Gates                     | Chloe Baxley        | Telefilm      |
| 2013    | We've Got Balls               | Tinker Belle Hanley |               |
| 2013    | Listen                        |                     | short         |
| 2014    | Space Station 76              | Sunshine            |               |
| 2014    | Boys of Abu Ghraib            | Hija                | No acreditada |
| 2014    | Finders Keepers               | Claire Simon        | Telefilm      |
| 2015-16 | Mojave                        | Sophie              |               |
| 2015    | Lifted                        | Emma                | Cortometraje  |
| 2015    | Fathers and Daughters         | Young Katie         |               |
| 2015    | All I Want for Christmas      | Rebecca Patterson   | Telefilm      |
| 2016    | Miracles from Heaven          | Anna Beam           |               |
| 2016    | Collateral Beauty             | Allison Yardsham    |               |
| 2018    | Skin                          | Sierra              |               |
| 2023    | Beau tiene miedo              | Toni                |               |
| 2023    | Landscape with Invisible Hand | Chloe Marsh         |               |

### Televisión
| Año       | Título                         | Personaje            | Notas                           |
| --------- | ------------------------------ | -------------------- | ------------------------------- |
| 2012      | Days of Our Lives              | Pamela               | Episodio: "No. #1.11948"        |
| 2012      | Private Practice               | Sarah Nelson         | 2 episodios                     |
| 2013      | CSI: Crime Scene Investigation | Molly Goodwin        | Episodio: "Backfire"            |
| 2013      | Deadtime Stories               | Madison Tyler        | Episodio: "Terror in Tiny Town" |
| 2013      | Mob City                       | Peggy O'Donnell      | 2 episodios                     |
| 2013–2014 | Once Upon a Time in Wonderland | Millie               | 2 episodios                     |
| 2015      | The Whispers                   | Minx Lawrence        | 13 episodios                    |
| 2016      | My Lifetime                    | TBA                  | Protagonista                    |
| 2016      | Chicago P.D.                   | Polly                | 1 episodio                      |
| 2018      | Yellowstone                    | La joven Beth Dutton | Episodio 6                      |
| 2019      | Into the Dark                  | Riley                | Episodio: «La casa del árbol»   |
| 2020      | Home Before Dark               | Izzy Lisko           | Papel principal                 |